# David W. Lee
Botánico estadounidense adscrito a la Florida International University (FIU) en donde es Profesor Emérito, su investigación se centra en la evolución y adaptación de las plantas de los bosques tropicales y en la ecología funcional, especialmente la India y el sudeste asiático. Está particularmente interesado en comprender las adaptaciones a la sombra extrema y las propiedades ópticas de las hojas, ha publicado una gran cantidad de trabajos sobre color, color estructural e iridiscencia.